# Dysaphis longipilosa
Dysaphis longipilosa är en insektsart. Dysaphis longipilosa ingår i släktet Dysaphis och familjen långrörsbladlöss.

## Underarter
Arten delas in i följande underarter:
- D. l. longipilosa
- D. l. turanica